# Снегири (станция)
Снегири́ — железнодорожная станция Рижского направления Московской железной дороги в одноимённом пгт городского округа Истра Московской области. Входит в Московско-Смоленский центр организации работы железнодорожных станций ДЦС-3 Московской дирекции управления движением. По основному характеру работы является промежуточной, по объёму работы отнесена к 4 классу.
Станция имеет одну островную пассажирскую платформу и три пути: два главных и один боковой.
Имеется подъездной путь на Снегирёвский завод огнеупорных изделий. Раньше он действовал, в 2020 рельсы занесены песком.
Имеется прямое сообщение на Курское направление. На запад беспересадочное сообщение осуществляется до станции Шаховская, на восток и юго-восток — до станций Москва-Рижская и Тула-1-Курская.

## Станция Снегири в литературе
Поэтическое название станции даёт почву для творчества поэтам и музыкантам. Так, в 1955 году поэт Михаил Матусовский написал стихи для песни «Станция Снегири». Музыка известного советского композитора Василия Соловьёва-Седого. Песня начинается так:
Солнце светит средь листвы,

Весело сверкая,

Недалеко от Москвы

Станция такая.

Здесь, куда ни посмотри,

Всюду вьются птицы.

Снегири, Снегири

Все мне будут сниться

Снегири!
Станции также посвящено стихотворение современного поэта Р.Вереска «Снегири»:
Фея давно умерла. Увёз голубой вагон

То, что должно было сбыться на громкое «раз, два, три»…

В жизни есть семафоры, заснеженный перегон

И электричка до станции Снегири.
Вплоть до 1940-х годов название писалось Снигири́.